# Skálafell (kulle i Island, Suðurnes)
Skálafell är en kulle i republiken Island. Den ligger i regionen Suðurnes, 50 km sydväst om huvudstaden Reykjavík. Toppen på Skálafell är 76 meter över havet.
Närmaste större samhälle är Grindavík, omkring 12 kilometer öster om Skálafell.